# Libáňská lípa
Libáňská lípa je chráněná lípa malolistá (Tilia cordata) rostoucí na konci zarostlého úvozu na vrcholu Libáň (317 m) asi 1 km severovýchodně nad městečkem Libáň asi 11 km jihozápadně od okresního města Jičín.
Pod lípou se nachází podstavec od kříže, který však je již zničen. Ve vzdálenosti asi 200 m roste v témže úvoze další památný strom – Libáňská borovice a ještě dále rostou u sochy Sv. Jana Nepomuckého památné Libáňské jírovce.